# Мідвей (Алабама)
Мідвей (англ. Midway) — місто (англ. town) в США, в окрузі Буллок штату Алабама. Населення — 421 особа (2020).

## Географія

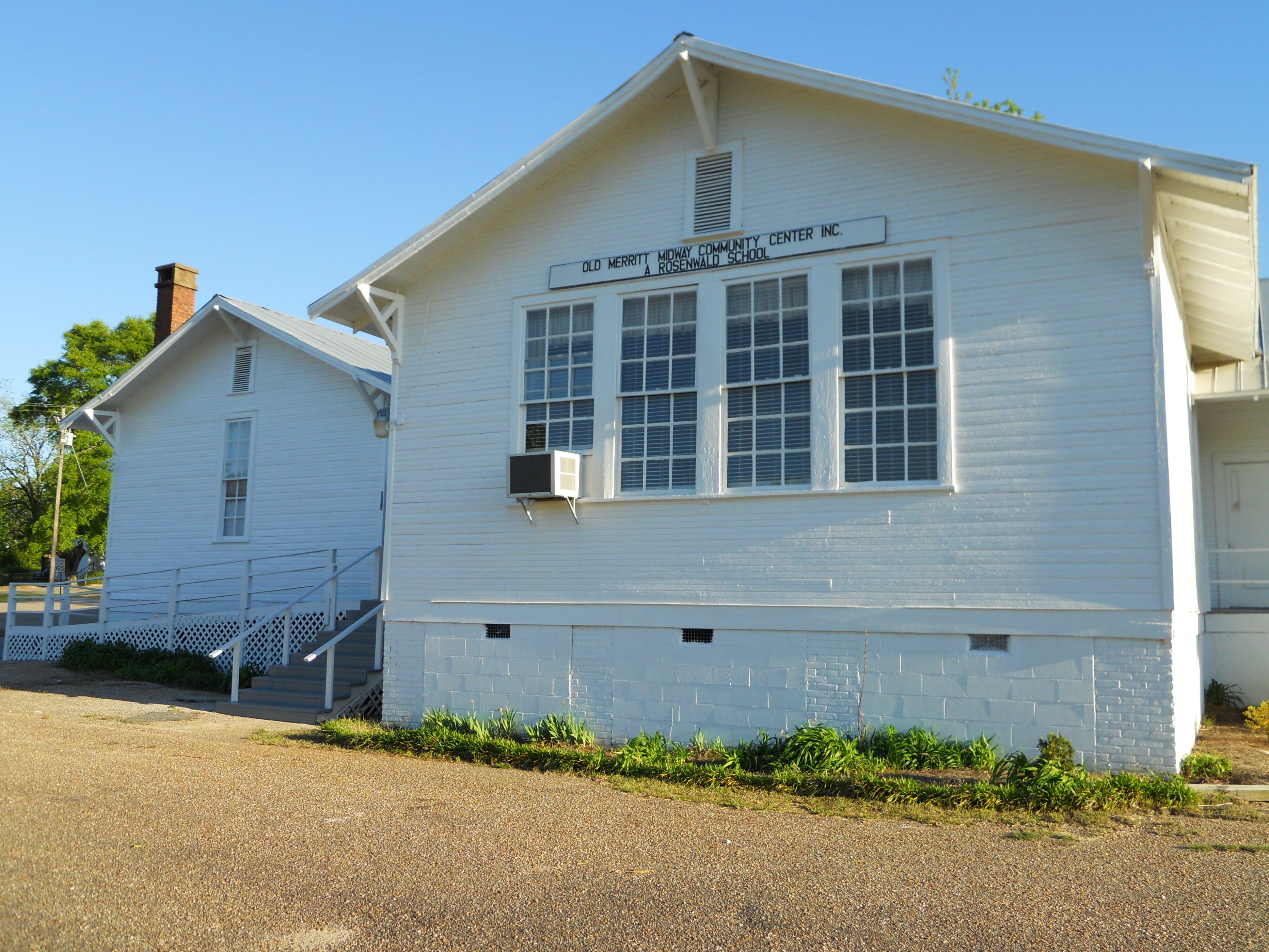
Школа

Мідвей розташований за координатами 32°4′35″ пн. ш. 85°31′28″ зх. д. / 32.07639° пн. ш. 85.52444° зх. д. (32.076373, -85.524417).  За даними Бюро перепису населення США в 2010 році місто мало площу 8,57 км², уся площа — суходіл.

## Демографія

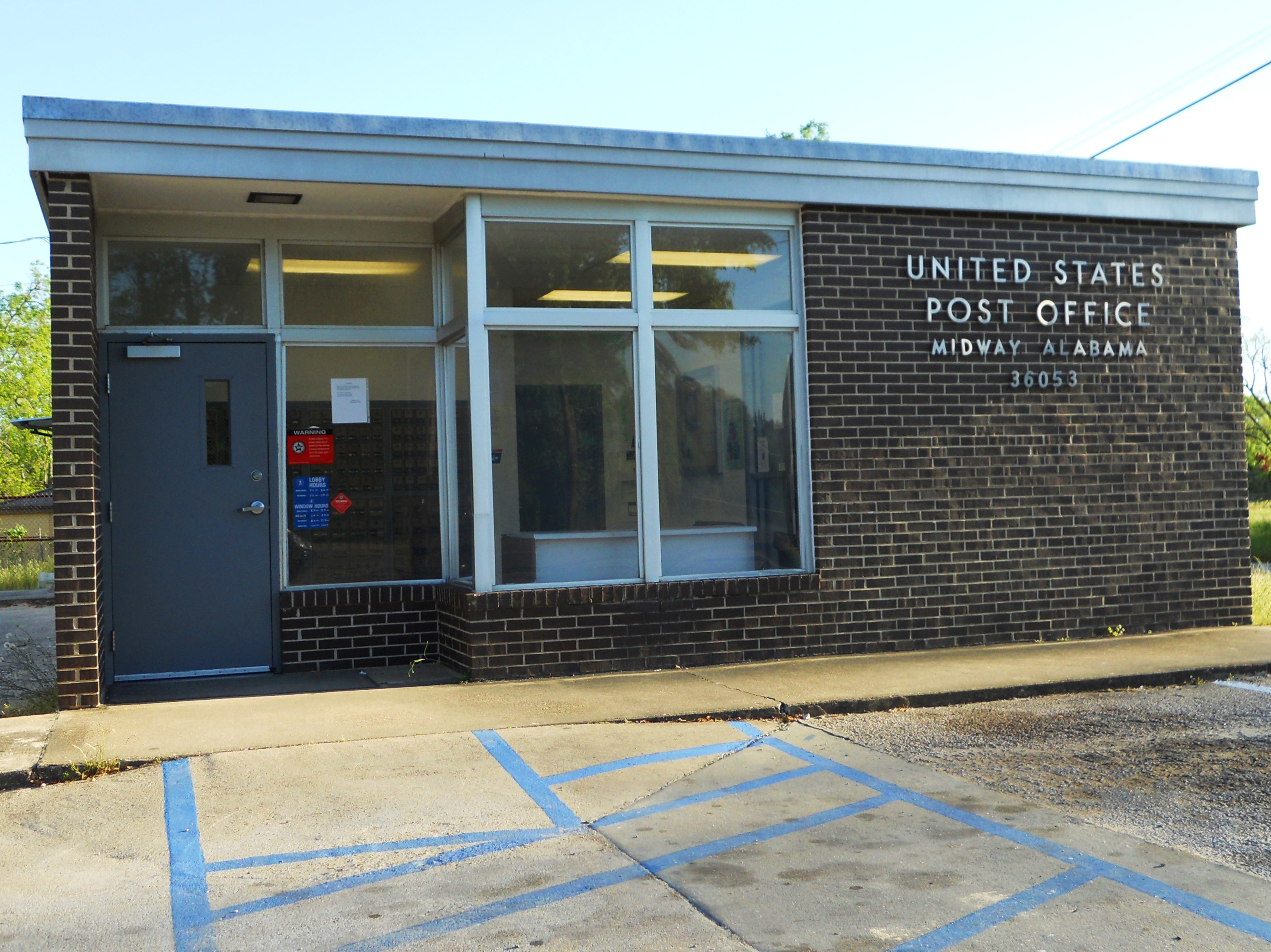
Пошта

Згідно з переписом 2010 року, у місті мешкало 499 осіб у 222 домогосподарствах у складі 138 родин. Густота населення становила 58 осіб/км².  Було 292 помешкання (34/км²).
Расовий склад населення:
| - 89,0 % — чорних або афроамериканців - 10,6 % — білих |

До двох чи більше рас належало 0,4 %. Частка іспаномовних становила 0,6 % від усіх жителів.
За віковим діапазоном населення розподілялося таким чином: 26,5 % — особи молодші 18 років, 57,7 % — особи у віці 18—64 років, 15,8 % — особи у віці 65 років та старші. Медіана віку мешканця становила 38,1 року. На 100 осіб жіночої статі у місті припадало 80,8 чоловіків;  на 100 жінок у віці від 18 років та старших — 71,5 чоловіків також старших 18 років.
Середній дохід на одне домашнє господарство  становив 35 857 доларів США (медіана — 24 514), а середній дохід на одну сім'ю — 43 949 доларів (медіана — 28 438). За межею бідності перебувало 43,1 % осіб, у тому числі 74,5 % дітей у віці до 18 років та 33,8 % осіб у віці 65 років та старших.
Цивільне працевлаштоване населення становило 229 осіб. Основні галузі зайнятості: виробництво — 47,6 %, публічна адміністрація — 16,2 %, освіта, охорона здоров'я та соціальна допомога — 10,9 %, сільське господарство, лісництво, риболовля — 10,9 %.